# Diecéze augsburská
Diecéze augsburská (lat. Dioecesis Augustana Vindelicorum) je římskokatolická diecéze, která se nachází na jihu Německa, sídlem biskupa je Augsburg.

## Historie
Biskupství bylo v Augsburgu založeno v průběhu 6. století.
Spolu s arcidiecézí mnichovsko-freisingskou a diecézemi řezenskou a pasovskou tvoří mnichovsko-freisingskou církevní provincii. Sídelní katedrálou je Katedrála Navštívení Panny Marie v Augsburgu.

## Galerie

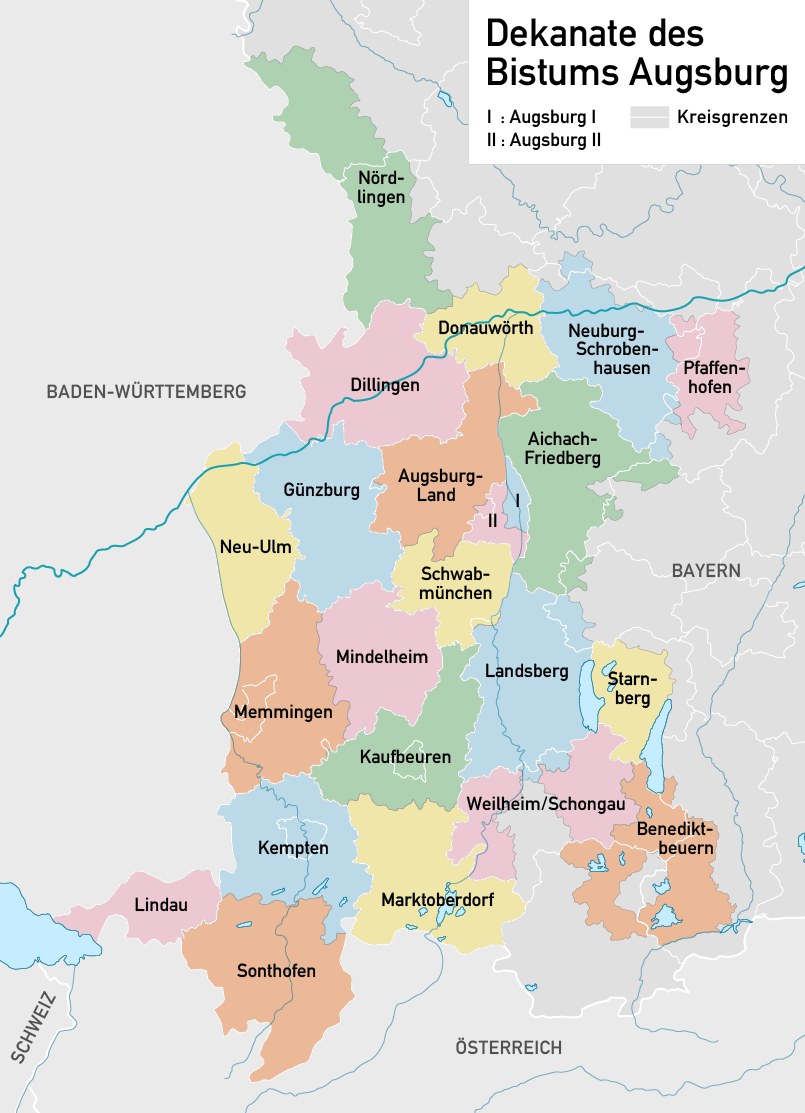
Rozdělení diecéze do děkanátů
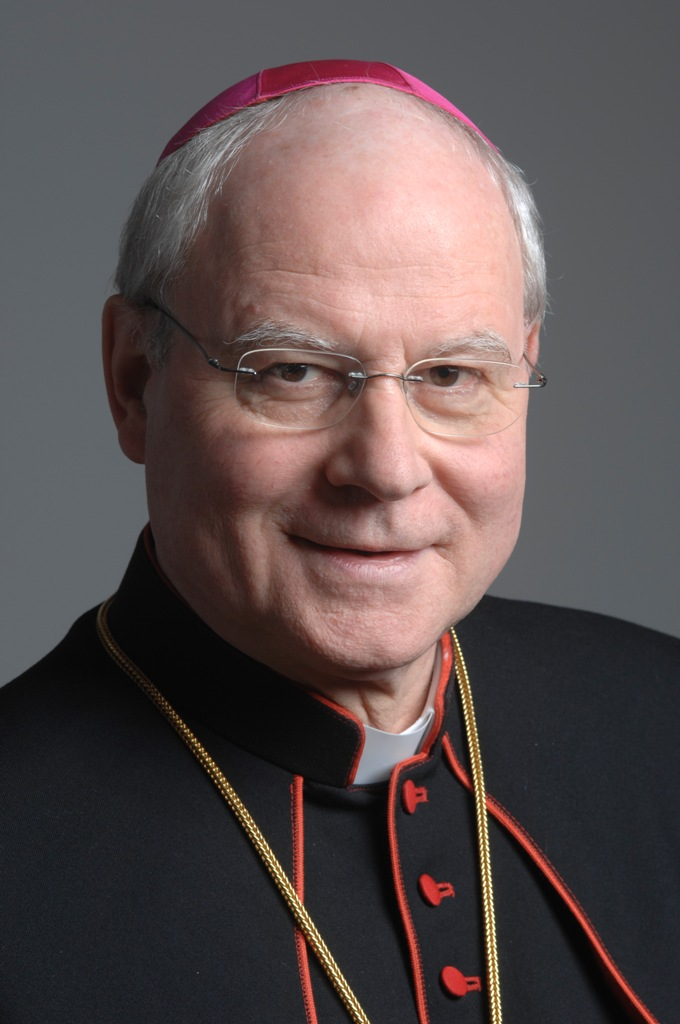
Emeritní biskup Konrad Zdarsa
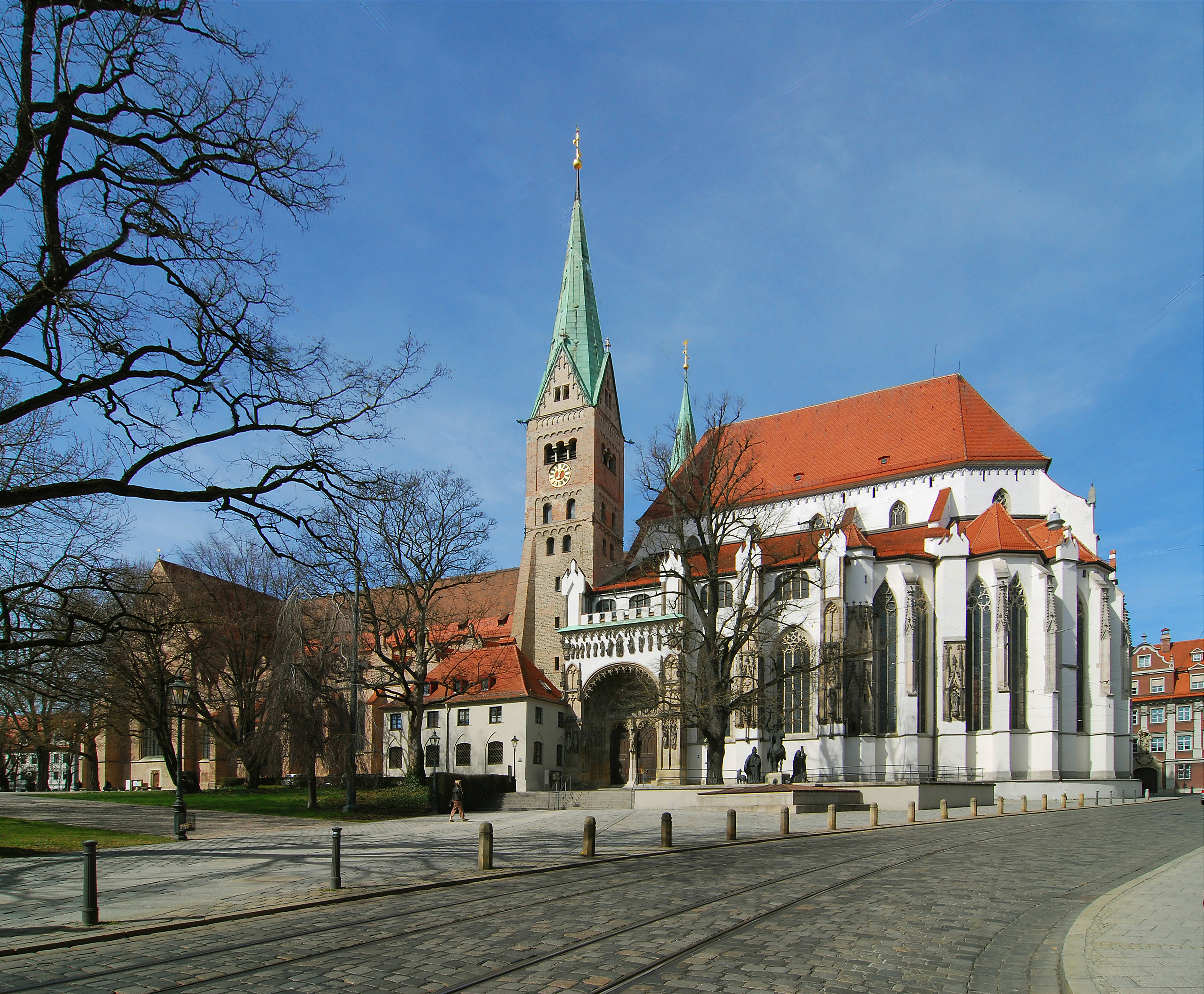
Augsburská katedrála
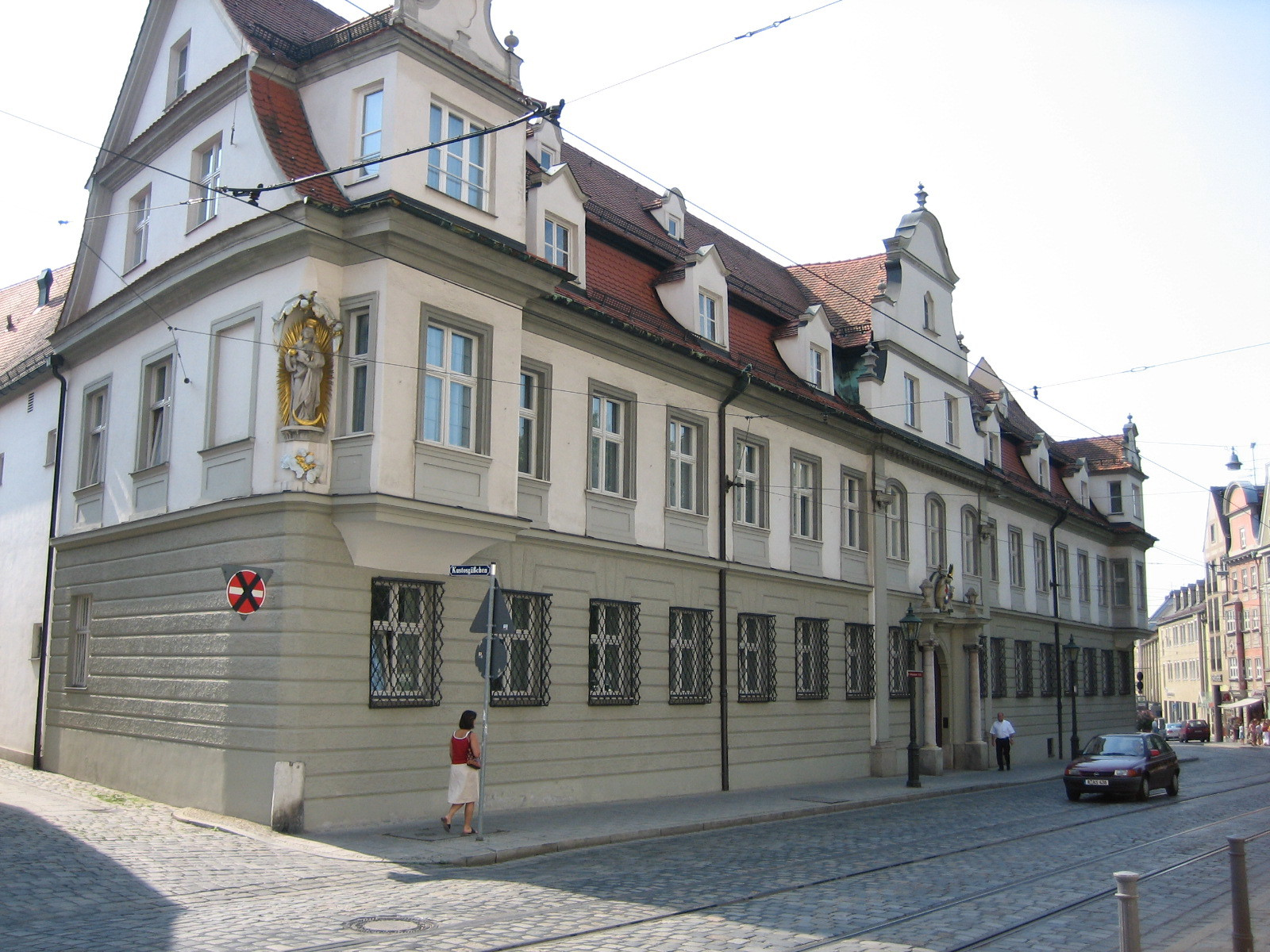
Augsburské biskupství